# Microsaprinus gomyi
Microsaprinus gomyi är en skalbaggsart som först beskrevs av Secq 1995.  Microsaprinus gomyi ingår i släktet Microsaprinus och familjen stumpbaggar. Inga underarter finns listade i Catalogue of Life.